# Azaghâl
Azaghâl es un personaje ficticio del legendarium del escritor J. R. R. Tolkien, que aparece en la novela El Silmarillion. Era un rey Enano de Belegost cuyo reinado, durante las Edades de las Lámparas y la Primera Edad del Sol, fue célebre por la creación de las mejores armas y armaduras, entre las que destacan las hojas de acero y las cotas de malla. 
Durante la Nírnaeth Arnoediad, las valientes tropas de Azaghâl, acostrumbadas al calor de la fragua y protegidas por máscaras de herrero, hicieron retroceder a toda la hueste de los dragones, matando a muchos, una de las pocas victorias de esa batalla que no perteneció a Morgoth. Aunque supuso su muerte, el propio Azaghâl hirió a Glaurung, el Padre de los Dragones, provocando la retirada de todos ellos. Sin esperar a que la desastrosa batalla acabara, los Enanos de Belegost iniciaron una marcha fúnebre hasta su reino que ningún enemigo osó interrumpir.
- Datos: Q3241496